# TVR3

Logo TVR3 (od 2022)

TVR3 – trzeci program rumuńskiej telewizji publicznej (Televiziunea Română). Kanał wystartował 10 października 2008 r.
Kanał dzieli na ośrodki regionalne:
- TVR București z siedzibą w Bukareszcie,
- TVR Cluj z siedzibą w Klużu-Napoce,
- TVR Craiova z siedzibą w Krajowej,
- TVR Iași z siedzibą w Jassach,
- TVR Târgu Mureș z siedzibą w Târgu Mureș,
- TVR Timișoara z siedzibą w Timișoarze.

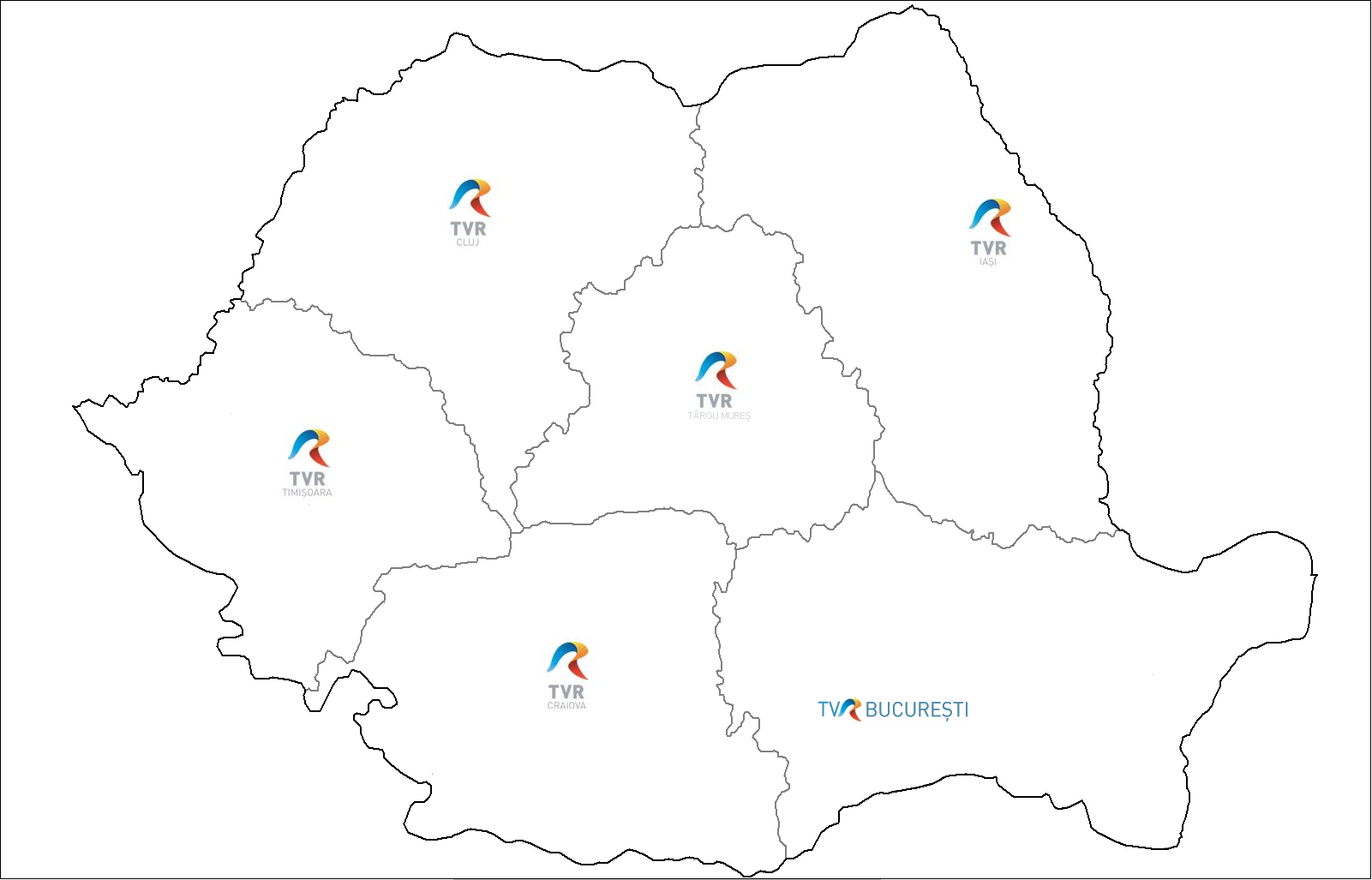
Obszary regionalnych kanałów TVR3

Programem informacyjnym jest Telejurnal Regional. Nadawany jest codziennie o 15:00 i 21:00 czasu miejscowego.